# Wake Me When It's Over
Wake Me When It's Over från 1989 är bandet Faster Pussycats andra album som såldes i över 500 000 exemplar. "House Of Pain" och "Poison Ivy" blev stora hits.

## Låtlista
1. "Where There's a Whip, There's a Way"
2. "Little Dove"
3. "Poison Ivy"
4. "House of Pain"
5. "Gonna Walk"
6. "Pulling Weeds"
7. "Slip of the Tongue"
8. "Cryin' Shame"
9. "Tattoo"
10. "Ain't No Way Around It"
11. "Arizona Indian Doll"
12. "Please Dear"

## Medverkande
- Taime Downe- sång
- Greg Steele- gitarr, piano, bakgrundssång
- Brent Muscat- gitarr, bakgrundssång
- Eric Stacy- bas
- Mark Michals- trummor